# Edith Nakiyingi
Edith Nakiyingi (* 15. Oktober 1968) ist eine ehemalige ugandische Leichtathletin, die im Sprint und im Mittelstreckenlauf an den Start ging. 1990 wurde sie in Kairo Vizeafrikameisterin über 800 und 1500 Meter und 1987 gewann sie eine Bronzemedaille bei den Afrikaspielen in Nairobi.

## Sportliche Laufbahn
Erste internationale Erfahrungen sammelte Edith Nakiyingi, die ein Studium an der Iowa State University in den Vereinigten Staaten absolvierte, bei den Afrikaspielen 1987 in Nairobi, bei denen sie mit der ugandischen 4-mal-400-Meter-Staffel in 3:34,41 min gemeinsam mit Farida Kyakutema, Evelyn Adiru und Grace Buzu die Bronzemedaille hinter den Teams aus Nigeria und Kenia gewann und damit einen neuen Landesrekord aufstellte. 1989 wurde sie NCAA-Hallenmeisterin im 800-Meter-Lauf und im Jahr darauf gewann sie bei den Afrikameisterschaften in Kairo in 2:14,00 min die Silbermedaille hinter Maria de Lurdes Mutola aus Mosambik und sicherte sich auch im 1500-Meter-Lauf in 4:25,34 min die Silbermedaille hinter Mutola. 1991 belegte sie bei der Sommer-Universiade in Buffalo in 2:02,22 min den vierten Platz über 800 Meter und schied über 1500 Meter mit 4:17,31 min im Vorlauf aus. Anschließend schied sie bei den Weltmeisterschaften in Tokio mit 2:05,19 min und 4:25,43 min jeweils in der ersten Runde aus. Im Jahr darauf nahm sie über 800 Meter an den Olympischen Sommerspielen in Barcelona teil und schied dort mit 2:03,55 min in der ersten Runde aus. 1993 verpasste sie bei den Hallenweltmeisterschaften in Toronto mit 2:04,88 min in der Vorrunde über 800 Meter aus und im Sommer schied sie bei den Freiluft-Weltmeisterschaften in Stuttgart mit 2:07,81 min ebenfalls in der ersten Runde aus. Daraufhin trat sie nicht mehr international in Erscheinung.
1984 wurde Nakiyingi ugandische Meisterin im 200-Meter-Lauf sowie 1983, 1984 und 1986 über 400 Meter und 1983, 1985 und 1986 über 800 Meter.

## Persönliche Bestleistungen
- 800 Meter: 2:00,88 min, 7. Juli 1990 in Formia
  - 800 Meter (Halle): 2:04,88 min, 12. März 1993 in Toronto
- 1500 Meter: 4:16,58 min, 18. Juli 1990 in Bologna